# 12.
◄ | 1. stoljeće pr. Kr. | 1. stoljeće | 2. stoljeće | ►
◄ | 10-ih pr. Kr. | 0-ih pr. Kr. | 0-ih | 10-ih | 20-ih | 30-ih | 40-ih | ►
◄◄ | ◄ | 9. | 10. | 11. | 12. | 13. | 14. | 15. | ► | ►►
Astronomija • Književnost • Kršćanstvo

## Događaji
- Annius Rufus postaje Prefekt (upravitelj) Judeje
- Ovidije piše pismo iz eksila s Crnog mora
- Germanicus i Gaius Fonteius Capito postaju rimski konzuli
- Quirinius se vraća iz Judeje i postaje savjetnik kasnijeg cara Tiberije

## Rođenja
- 31. kolovoza – Caligula, rimski car

## Vanjske poveznice
|  | Zajednički poslužitelj ima još gradiva o temi 12. |